# Pamina
Cet article possède un paronyme, voir Tamina.
Pamina est un personnage de l'opéra La Flûte enchantée de Wolfgang Amadeus Mozart, composé sur un livret d'Emanuel Schikaneder.

## Personnage
Pamina est un personnage féminin de La Flûte enchantée de Mozart. Le rôle est écrit pour une voix de soprano,.
Elle est la fille de la Reine de la nuit et est décrite dans le livret, par la voix de Papageno, avec les « yeux noirs, lèvres rouges, cheveux blonds ». Prisonnière de Sarastro, elle forme avec Tamino, son alter ego, le couple de jeunes premiers de l'opéra. Pamina est une « chaste et touchante figure de jeune fille » qui « représente les forces du cœur ».
Tamino tombe amoureux de son portrait et part à sa recherche. De son côté, Pamina s'éprend de lui à la description que Papageno dresse de ce jeune prince chargé de la délivrer. Les deux protagonistes se rencontrent pour la première fois à la fin de l'acte I, mais leur amour doit traverser toute une série de rites initiatiques (le silence, les épreuves du feu et de l'eau) avant que Sarastro ne leur permette d'être ensemble,.
À la fin de l'opéra, « la réunion des deux jeunes gens [...] symbolise la réconciliation de la raison et du sentiment ».

## Airs
Musicalement, Pamina chante deux des « plus fabuleux numéros de la partition » :
- « Bei Männern, welche Liebe fühlen », andantino, à l'acte I, un duo en deux couplets sur l'amour, avec Papageno, à la « mélodie magique, avec ses modulations et ses variations d'une pureté angélique[2] »;
- « Ach, ich fühl's, es ist verschwunden », en sol mineur, « plainte intemporelle » selon les mots du musicologue Rémy Stricker[2], « plus proche du lied que de l'air traditionnel, [où] le compositeur atteint des vertiges de beauté apollinienne, et de désespoir aussi[2] ».

## Interprètes
Le rôle a été créé en 1791 par Anna Gottlieb, qui à l'âge de douze ans avait créé Barbarina dans Les Noces de Figaro.
Au XXe siècle, les sopranos Irmgard Seefried et Natalie Dessay sont de grandes interprètes du rôle.

## Hommages
L'astéroïde (539) Pamina, découvert en 1904, est nommé en son honneur.
L'eurodistrict rassemblant des arrondissements d'Alsace, de Rhénanie-Palatinat et du Bade-Wurtemberg est nommée « Pamina » sur une proposition initiale du sous-préfet alors en poste à Wissembourg, Rémi Sermier ; le nom « Pamina » rappelle en effet les trois territoires impliqués : « Pa » pour les territoires du Palatinat, « Mi » pour ceux de la métropole Mittlerer Oberrhein, enfin « Na » pour « Nord-Alsace », mais la référence à l'héroïne d'opéra est consciente et assumée.